# Ainur (Tolkien)
Ainur (af quenya de hellige, ental ainu) er i Tolkiens mytologi en kategori af overnaturlige væsener skabt af højguden Eru som "hans tankes børn" forud for verdens skabelse.
Ifølge mytologien opførte Eru med ainuerne en himmelsk koncert, hvoraf Eru efterfølgende skabte verden Ea. Visse af ainuerne var så betagede af den nye verden, som de med deres sang havde skabt, at de ønskede at stige ned og bebo den, hvilket de fik lov til på den betingelse, at de skulle blive der, så længe den bestod. De ainur, der steg ned, blev således »Ardas magter«, herskere over den naturlige verden, som de fungerer som guder for. De femten mægtigste af disse nedstegne ainur kaldes valar, og de øvrige maiar.
- Wikimedia Commons har flere filer relateret til Ainur (Tolkien)